# Bagne de Toulon
Le bagne de Toulon fut un établissement pénitentiaire, aujourd’hui disparu, situé à Toulon (Var). Pouvant détenir plus de 4 000 forçats, il fut le bagne le plus grand de France, et aussi le plus longtemps ouvert, de 1748 à 1873, jusqu'à son transfert à Cayenne (Guyane française) et en Nouvelle-Calédonie.

## Histoire

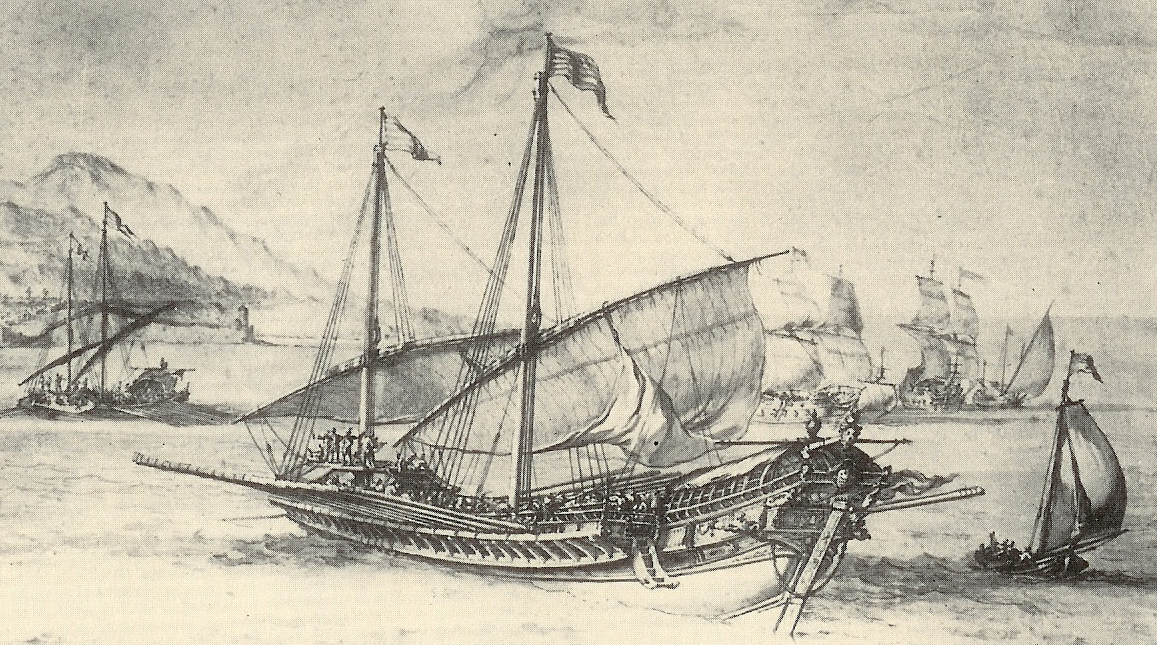
Galère, par Pierre Puget vers 1655.

Au début du XVIIe siècle, le roi Louis XIII transféra à Toulon et Marseille sa flotte du Levant, basée jusque-là à Fréjus et principalement composée de galères. Sous Louis XIV, le ministre Jean-Baptiste Colbert décida que le commerce serait donné à Marseille et que Toulon deviendrait un port de guerre. L’ingénieur Sébastien Le Prestre de Vauban fit construire la Darse Neuve entre 1679 et 1685 sur une surface de 20 hectares.
Louis XIV voulut reconstruire la flotte royale, pour avoir un corps de galères, mais l'on manquait de rameurs. Colbert, pour résoudre ce problème de chiourme, ordonna que l'on condamne davantage aux galères, y compris en temps de paix (elle était jusqu'alors prononcée surtout en temps de guerre) : « Sa majesté désirant rétablir le corps de ses galères et en fortifier la chiourme par tous les moyens, son intention est que vous teniez la main à ce que votre compagnie y condamne le plus grand nombre de coupables qu'il se pourra, et que l'on convertisse même la peine de mort en celle des galères ».

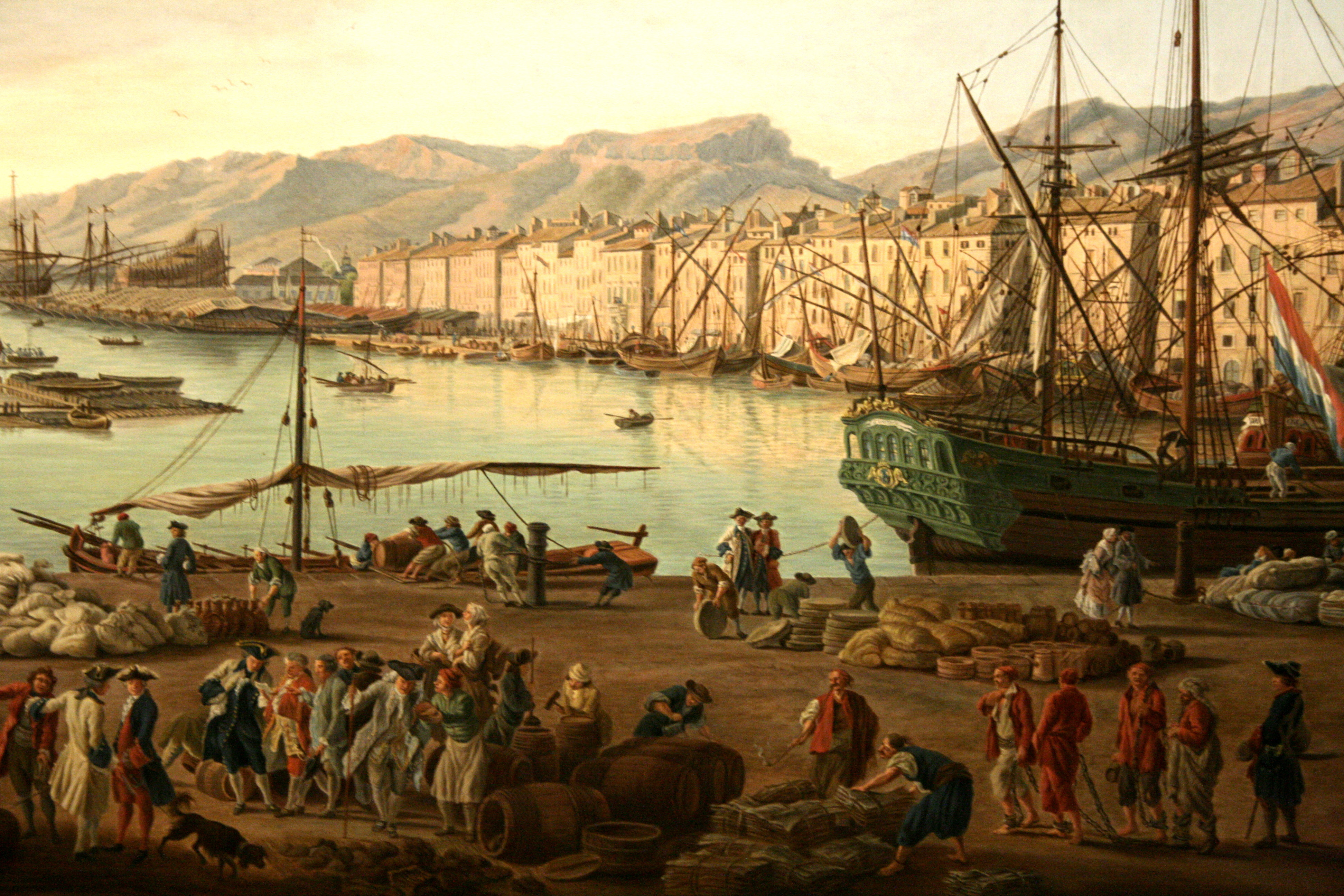
Le port de Toulon au XVIIIe siècle par Claude-Joseph Vernet : en haut à gauche les « bagnes flottants » des galériens, en bas à droite un peloton de galériens travaillant à terre, reconnaissables à leurs bonnets rouges.

Pendant ce siècle, pour se retrouver à nager aux avirons sur les galères, il suffisait d'avoir la « mauvaise gueule », c'est-à-dire d'avoir été dénoncé pour des délits réels ou imaginés, d'avoir déplu à quelque détenteur d'autorité, manqué à ses devoirs ou au culte. On pouvait être condamné à trois, six, neuf, vingt ans, voire à perpétuité. Les hommes condamnés à des peines limitées n'étaient pas forcément libérés à l'issue de leur peine. Durant la navigation, les galériens étaient enchaînés à leurs bancs de nage et se soulageaient à travers un trou percé dans le banc. L'eau de mer entrant et ressortant par les portels balayait le pont et emportait les déjections, mais aggravait les escarres que les fers causaient aux chevilles. À terre, les galériens étaient employés aux travaux les plus pénibles : sur le port, dans l’arsenal, dans la corderie ou dans les carrières de pierres. La nuit ils dormaient, toujours enchaînés, dans de vieilles coques infestées de vermine, amarrées dans ce qui est aujourd'hui la Vieille darse : c'étaient d'anciennes galères démâtées, les bagnes flottants,.
Quand l'usage des canons au combat s'est généralisé, les galères, qui ne pouvaient être armées qu’en poupe et proue, furent abandonnées : le 27 septembre 1748, Louis XV ordonna que la peine des galères soit remplacée par celle des fers. La fin des galères coïncida donc la même année avec la construction du premier « bagne à terre » de Toulon. Celui-ci se trouvait sur les quais ouest de l'entrée de l'actuelle Vieille darse,.
Le mot « bagne » vient de l’italien bagno, qui était le nom d’une ancienne prison à Livourne, construite à l'emplacement d'anciens bains publics byzantins. En 1750, peu après la création des bagnes, le code royal précisait à leur propos :
Article 20 :
« Quiconque aura été condamné à la peine des travaux forcés, sera flétri, sur la place publique, par l'application d'une empreinte avec un fer brûlant sur l'épaule droite. Cette empreinte sera faite des lettres TP pour travaux à perpétuité, de la lettre T pour les travaux à temps. La lettre F sera ajoutée dans l'empreinte si le coupable est un faussaire. »
Article 22 :
« Quiconque aura été condamné à une des peines de travaux forcés, avant de subir sa peine sera attaché au carcan sur la place publique : il y demeurera exposé aux regards du peuple durant la journée entière. Au-dessus de sa tête sera placé un écriteau portant en caractères gros et lisibles ses noms, sa profession, son domicile, sa peine et la cause de sa condamnation. »
Article 27 :
« Quiconque aura été condamné à la peine des travaux forcés à temps ou à vie sera durant la durée de sa peine, aura à subir la dégradation civique et la destitution et l'exclusion du condamné de toutes fonctions publiques, il sera en état d'interdiction légale d'entrée dans les églises et les lieux du Seigneur. »
Lors de la Révolution, la flétrissure fut abolie et la durée de l'exposition réduite.
Article 28, de la première partie du Code des délits et des peines du 3 brumaire, an IV :
« Quiconque aura été condamné à l'une des peines des fers, de la réclusion dans la maison de force, de la gêne, de la détention, avant de subir sa peine sera préalablement conduit sur la place publique de la ville où le jury d'accusation aura été convoqué ; il y sera attaché à un poteau placé sur un échafaud, et il y demeurera aux regards du peuple pendant six heures, s'il est condamné aux peines des fers ou de la réclusion dans la maison de force ; pendant quatre heures, s'il est condamné à la peine de la gêne ; pendant deux heures, s'il est condamné à la détention ; au-dessus de sa tête, sur un écriteau, seraient inscrits, en gros caractères, ses noms, sa profession, son domicile, la cause de sa condamnation, et le jugement rendu contre lui. »
En même temps, on remplaçait officiellement le mot galérien, qu'on utilisait toujours pour les condamnés aux travaux forcés, par le terme « forçat ».

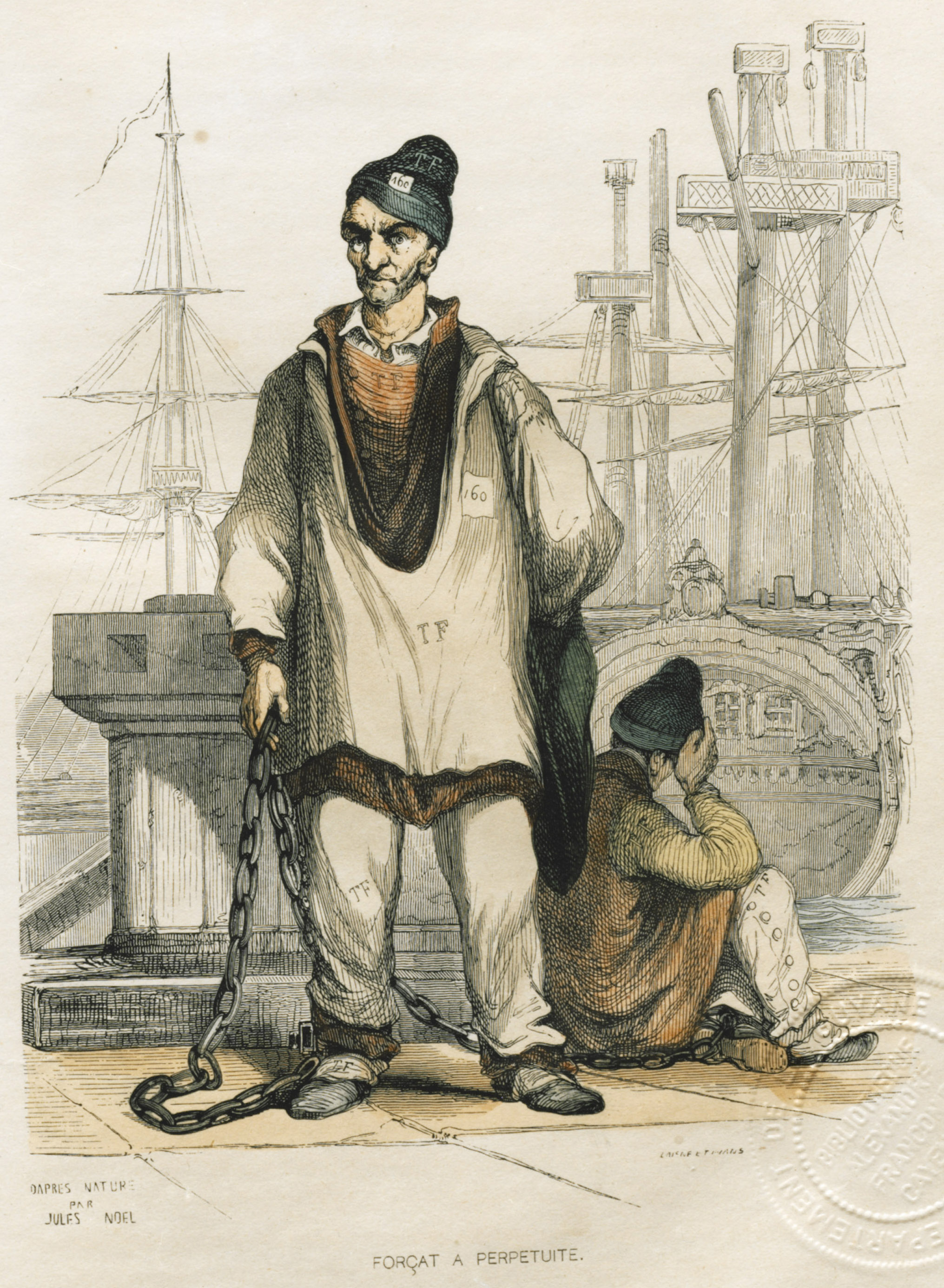
Représentation d'un bagnard de Toulon, au début du XIXe siècle.

En 1810, le Code pénal impérial français entra en vigueur. Il ordonna le rétablissement de la flétrissure mais raccourcit le temps non-travaillé de l'exposition à une heure.
Article 22 :
« Quiconque aura été condamné à l’une des peines des travaux forcés à perpétuité, des travaux forcés à temps ou de la réclusion, avant de subir sa peine, demeurera une heure exposé au regard du peuple sur la place publique. Au-dessus de sa tête sera placé un écriteau portant, en caractère gros et lisibles, ses noms, sa profession, son domicile, sa peine et la cause de sa condamnation. En cas de condamnation aux travaux forcés à temps ou à la réclusion, la cour d’assise pourra ordonner par son arrêt que le condamné, s’il n’est pas en état de récidive, ne subira pas l’exposition publique. Néanmoins l’exposition publique ne sera jamais prononcée à l’égard des mineurs de moins de dix-huit ans et des septuagénaires. »
Le 28 avril 1832, une ordonnance de Louis-Philippe Ier abolit la flétrissure en même temps que l'amputation de la main du parricide.
Le 9 décembre 1836, Louis-Philippe ordonna que les forçats soient transportés vers les bagnes dans des fourgons cellulaires, plutôt que d’être exposés aux regards de la foule. En effet, certains pouvaient être blessés par des jets d'objets contondants et devenir ainsi infirmes. La même ordonnance porta la suppression des fers et des boulets (à compter du 1er juin 1837).
Le 12 avril 1848, le gouvernement provisoire abolit la peine de l’exposition publique.

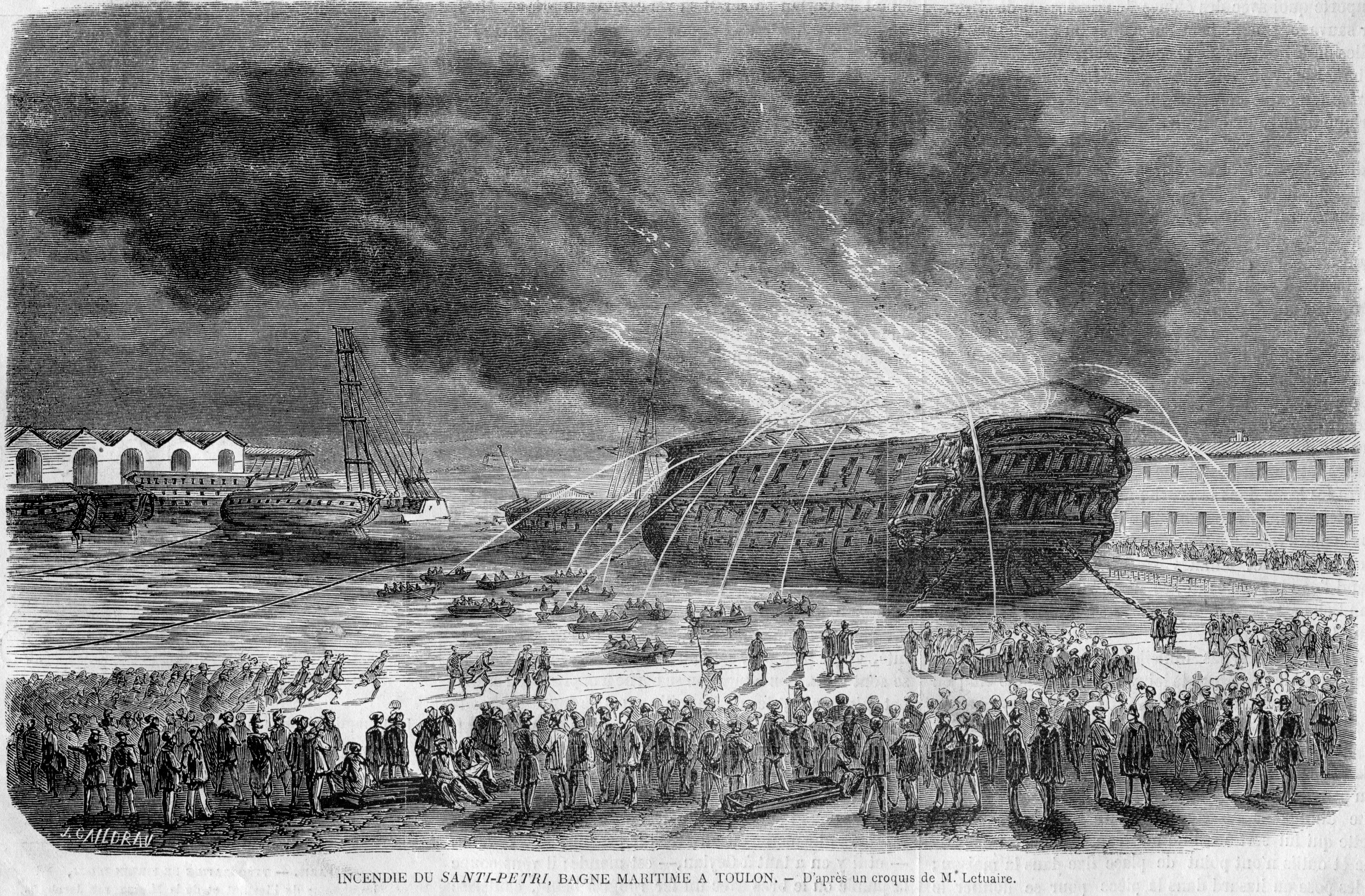
Incendie du Santi-Petri, bagne maritime de Toulon (la nuit du 5-6 janvier 1862 ; les 800 forçats ont été sauvés).

Les bagnes métropolitains restèrent en usage jusqu’au dernier tiers du XIXe siècle. En ce temps, il y avait encore environ 6 000 forçats (contre 11 000 en 1846). Mais d'une part, ils prenaient le travail aux ouvriers libres, et d'autre part, la violence quotidienne diminuant dans la société, ils furent de plus en plus considérés comme trop dangereux pour être maintenus sur le territoire.
Dans les années 1860, les bagnards de Toulon sont réquisitionnés pour la construction du canal du Verdon.
Napoléon III ordonna la création des bagnes coloniaux par la loi du 30 mai 1854. Mais on avait déjà commencé le transfèrement des forçats métropolitains vers la Guyane française, le 27 mars 1852 avec 298 condamnés extraits des bagnes de Rochefort et de Brest. Peu à peu, les bagnes métropolitains furent abandonnés. Toulon sera le dernier qui fermera ses portes en 1873.
Aujourd'hui, il ne reste plus trace du bagne. Les bâtiments qui subsistaient, endommagés par les bombardements du port entre 1943 et 1944, furent entièrement rasés à la fin de la guerre.

## La vie des forçats au bagne

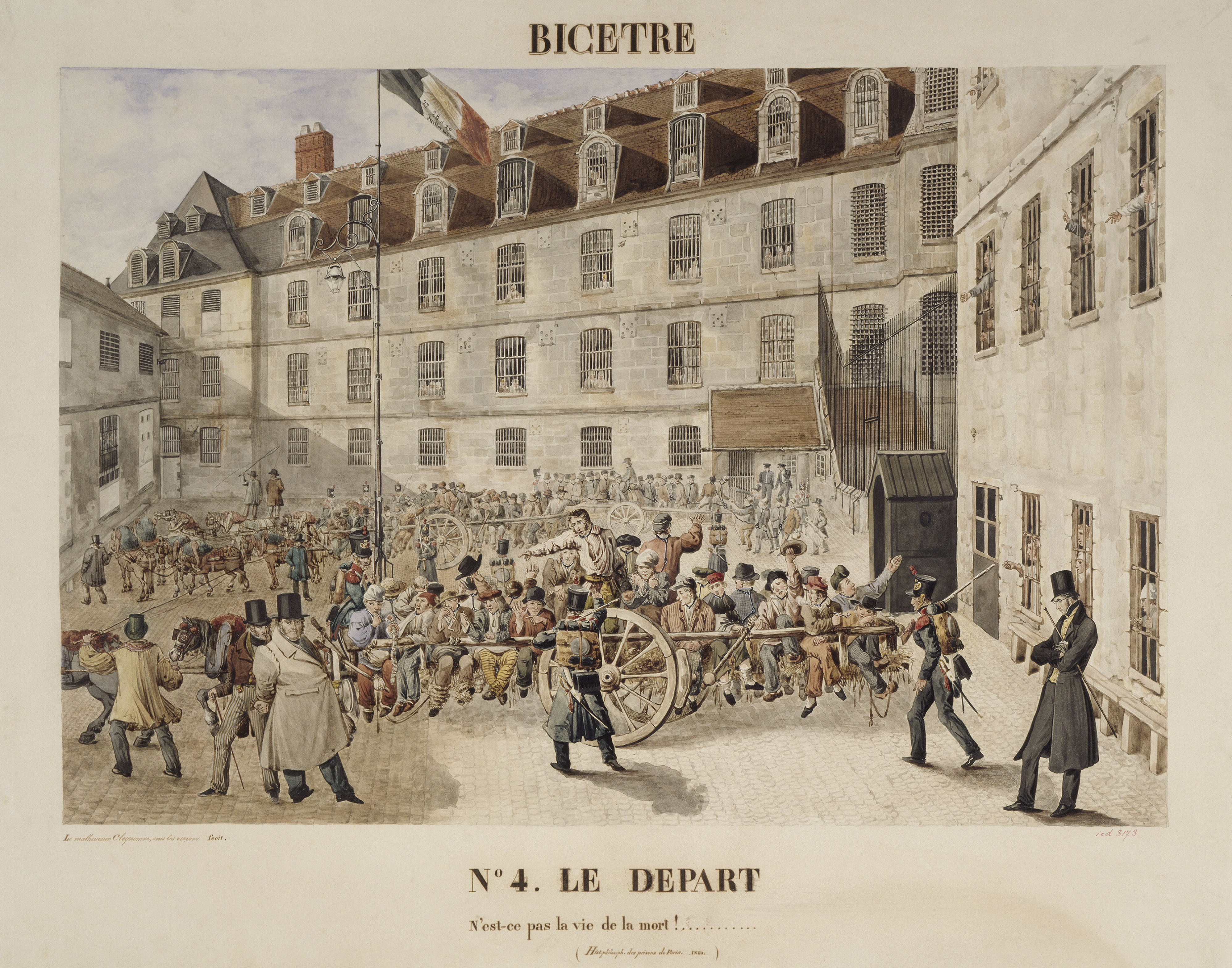
Le malheureux Cloquemin sous les verroux. Départ de la chaîne à Bicêtre.

### Arrivée
Les forçats arrivaient enchaînés par le cou et menottés, en groupes de 24, les cordons ou cadènes, sur des haquets.
À leur arrivée, ils étaient tondus, vêtus d’une casaque de laine rouge, d'un gilet de laine rouge, d'une chemise de toile blanche, d'un pantalon de toile jaune et d'une paire de souliers ferrés sans bas. Ils portaient aussi un bonnet de laine, dont la couleur indiquait la durée de la condamnation : le bonnet rouge pour les condamnés à temps, et le bonnet vert pour les condamnés à perpétuité. Une plaquette de fer-blanc, portée sur la casaque, le gilet et le bonnet, indiquait le matricule du condamné. Ceux qui travaillaient dehors recevaient également une vareuse de laine grise.
Ensuite, on enchaînait, ou “accouplait” (en argot on appelait cela le mariage) les forçats deux à deux, toujours un “ancien” à un nouveau venu. Pour cela, on rivait une manille autour de la jambe droite du condamné. À la manille, on rivait une chaîne de neuf maillons d’environ 16 centimètres et lourde de sept à onze kilos, que l’on fixait à sa ceinture. On réunissait les deux chaînes par trois anneaux de fer, appelés organeaux. Deux forçats ainsi accouplés étaient appelés chevaliers de la guirlande.

### Vie quotidienne et travaux
Un forçat qui montrait une bonne conduite pouvait, après quatre ans, être mis à la chaîne brisée, aussi appelée la demi-chaîne : on rompait les organeaux ; le forçat ne gardait ainsi que la moitié de la chaîne, c'est-à-dire neuf maillons, d'où l'expression. Cependant, on continuait à l’enchaîner pendant la nuit. Chaque matin et chaque soir, les bagnards devaient tendre leur jambe au rondier, qui frappait les fers avec un marteau. Ainsi, par le son que ceux-ci faisaient, le gardien savait si une lime avait mordu le métal.
Les forçats couchaient sur des grands bancs de bois, au bout desquels se trouvaient des anneaux de fer auxquels on les enchaînait pendant la nuit. On n’accordait des couvertures ou des matelas qu'aux condamnés ayant une bonne conduite. Les salles n’étaient chauffées que pendant les plus froids mois de l’hiver.
La nourriture se composait de pain noir, de fèves, de légumes secs et, les jours des travaux, de viande et de vin. Il était également permis de s’acheter des rations supplémentaires.
Les forçats travaillaient sur des tâches différentes. Le travail était divisé entre Grande Fatigue et Petite Fatigue. La Grande Fatigue correspondait au travail sur le Port de commerce, dans l'arsenal, à la corderie, aux fourgons, dans les ateliers de serrurerie ou les carrières. Une lettre sur la casaque indiquait le lieu de travail. Un forçat de bonne conduite, pouvait travailler à la Petite Fatigue soit : dans l’hôpital, dans la cuisine ou, s’il savait lire, dans quelques bureaux du bagne. Vers 1816, l'intendant de Lareinty prit la décision d'employer les forçats aux ouvrages d'art du port militaire. Son but était double ; offrir aux forçats qualifiés une voie de réinsertion, faire construire à moindres frais des ouvrages nécessaires à la marine, mais que le budget ne permettait pas de construire à l'entreprise.
Le programme de grands travaux "à l'économie" réalisés à cette époque a permis de construire l'hôpital de Saint-Mandrier (actuel centre d'instruction naval Nord, dont la chapelle est inscrite à l'inventaire supplémentaire des monuments historiques), le magasin général (actuel magasin d'habillement), les bassins Vauban n° 2 et 3, toujours en service, et qui furent les premiers cas d'emploi de béton de ciment artificiel à la mer, les cales couvertes (incendiées avant la guerre), le hangar aux bois de l'arsenal du Mourillon (démoli depuis la guerre).
Les forçats se levaient l’hiver à six heures, l’été à cinq heures, et commençaient le travail une heure plus tard, ceci jusqu’à midi ; ils déjeunaient dans leur réfectoire pendant une heure. Puis, ils reprenaient le travail jusqu’à huit heures du soir (en hiver) ou jusqu’à neuf heures (en été). Après le souper, extinction des feux.

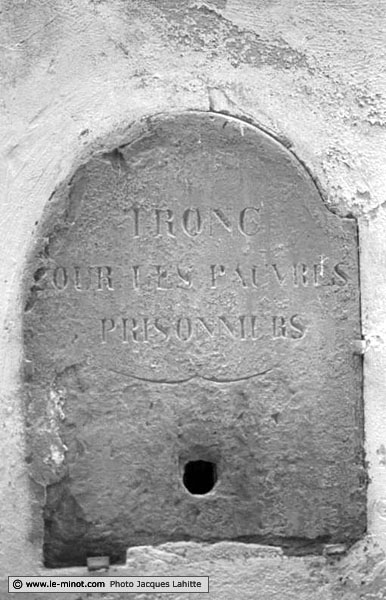
Vieille ville de Toulon : Tronc pour les prisonniers du bagne de Toulon.

### Lois et répression
Les lois du bagne étaient strictes. Victor Hugo les résume pendant sa deuxième visite au bagne de Toulon ainsi : « Rébellion, meurtre sur un camarade ou tout autre, coups à un supérieur (depuis l’argousin jusqu’à l’amiral, depuis le mendiant jusqu’au pair de France) : la mort – Évasion ou la tentative, coups à un camarade, injures à un supérieur, vol au-dessus de cinq francs, etc. : 3 ans de prolongation de peine ou trois ans de double chaîne – Jurer, chanter, refus d’obéir, refus de travail, ne pas se découvrir devant un supérieur (c’est-à-dire devant quiconque passe), etc. : Cachot ou la bastonnade. » (Victor Hugo, Choses vues, Toulon, 1839).
Mettre un forçat à la « double chaîne » signifiait enchaîner le forçat dans une salle séparée au bout de son banc avec une chaîne, qui pesait double de poids d'une chaîne normale. Cette pièce séparée depuis laquelle le forçat ne sortait jamais, avant qu’il n’ait purgé sa punition était ainsi appelée « salle de la double chaîne » (c'était la salle numéro 3 quand Vidocq y était). Le cachot était une cellule étroite, longue de deux mètres, contenant un banc de bois, un seau et une cruche, sans fenêtre, excepté un guichet dans la porte.
La bastonnade était appliquée devant toute la chiourme. Le condamné était couché à plat ventre, torse nu, sur le coursier. Quatre forçats devaient le tenir par les bras et les jambes pour l’empêcher de se débattre. Un cinquième devait appliquer la bastonnade soit quinze à soixante coups, avec une corde goudronnée. Il arrivait que le condamné passe quelque temps à l’hôpital, à la suite des blessures. Une autre punition disciplinaire était le boulet au pied.

### Témoignage de Schopenhauer
Témoignage d'un voyageur contemporain des Misérables… En 1804, le jeune Schopenhauer visite le sud de la France, il passe par Marseille et Toulon ; il a tout juste 16 ans :

« Les galériens exécutent dans l'Arsenal toutes les corvées. Un étranger ne peut être que frappé par leur aspect. On les a répartis en trois catégories: Dans la première, on trouve regroupés les forçats condamnés à de courtes peines pour les crimes les moins graves: entre autres les déserteurs, les soldats qui ont refusé d'obéir aux ordres, etc. Ils portent un anneau de fer à la cheville et ils peuvent vaquer à leur guise – à l'intérieur de l'Arsenal s'entend – car l'accès à la ville [de Toulon] leur est interdit. Dans la deuxième catégorie se trouvent des criminels plus dangereux: ils travaillent par paires; ils sont attachés aux pieds, deux à deux par de lourdes chaînes. Les criminels les plus dangereux forment la troisième catégorie: ils sont rivés en permanence au banc de leur galère et astreints aux seules besognes que leur permet la position assise. Je trouve le sort réservé à ces malheureux bien plus effrayant que la peine de mort. Je n'ai pas visité l'intérieur d'une galère. Elles me paraissent néanmoins être l'endroit du monde le plus repoussant et le plus apte à inspirer le dégoût. Ces galères ne prennent jamais la mer; ce sont de vieux bâtiments réformés. Le camp du forçat se limite au banc auquel il est enchaîné, sa nourriture au pain et à l'eau. Je ne comprends pas comment, minés par le chagrin et sans aliments roboratifs, le poids des corvées n'a pas raison de leurs forces. En effet, pendant leurs années d'esclavage, on ne les traite pas autrement que comme des bêtes de somme. »

— Arthur Schopenhauer, Journal de voyage (traduction' Meldnsis', 2007) 

## Composition du bagne par durée de détention en 1836
- 4305 détenus dont :
  - 1193 condamnés à perpétuité
  - 174 condamnés à plus de 20 ans de bagne
  - 382 condamnés à plus de 16 ans et à moins de 20 ans de bagne
  - 387 condamnés à plus de 11 ans et à moins de 15 ans de bagne
  - 1469 condamnés à plus de 5 ans et à moins de 10 ans de bagne
  - 700 condamnés à moins de 5 ans de bagne

## Les épidémies
- Une épidémie de dysenterie fit des ravages au bagne durant l'année 1834, les malades étaient soignés à l'hôpital maritime de Toulon à St-Mandrier. Sur l'acte de décès la lettre B signifiant « Bagnard » apparaissait dans la marge du document[10].

## Forçats célèbres

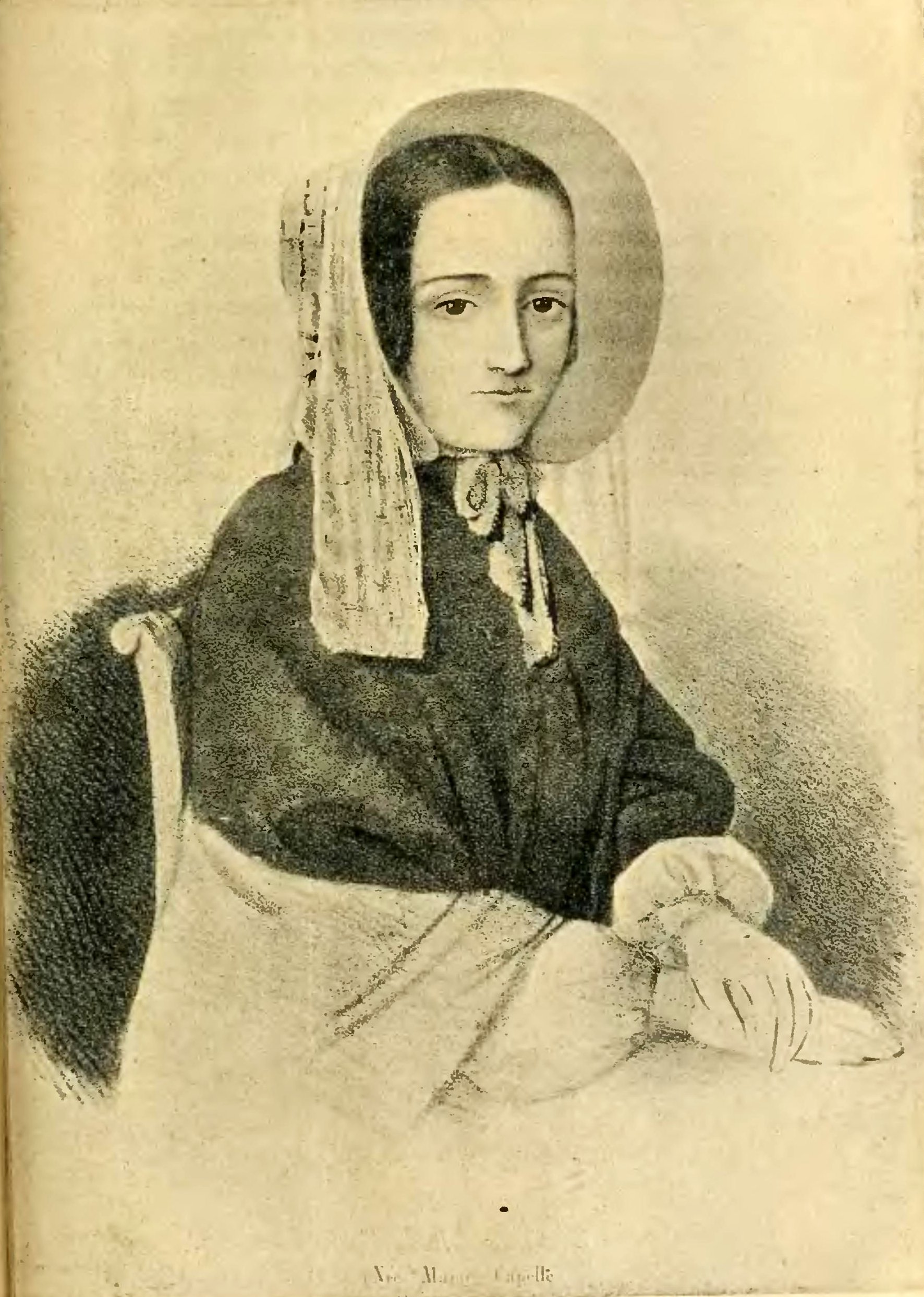
Portrait de l'empoisonneuse Marie Lafarge, condamnée aux travaux forcés à perpétuité en 1840 et déportée à Toulon.

- Eugène-François Vidocq passa quelque temps au bagne de Toulon, après s’être évadé du bagne de Brest.
- L’imposteur Pierre Coignard, connu aussi sous le nom de comte de Sainte-Hélène, mourut au bagne de Toulon.
- Mornac, bandit auvergnat, qui purgea une peine de 10 ans de travaux forcés entre 1834 et 1844.
- Marie Lafarge (1816-1852), femme accusée d'avoir empoisonné son mari et qui y fut déportée avant d'être transférée à la prison de Montpellier.[réf. nécessaire]

Plusieurs personnages imaginaires passèrent quelques années au bagne de Toulon :
- Le plus connu d’entre eux est sans doute Jean Valjean, du roman Les Misérables de Victor Hugo (dans le roman, il est bagnard 19 ans de 1796 à 1815);
- Il y eut aussi le personnage de Vautrin, dans Le Père Goriot d'Honoré de Balzac ;
- Caderousse et Benedetto, personnages du roman Le Comte de Monte-Cristo, d’Alexandre Dumas.